# Feux dans la plaine
Pour l’article homonyme, voir Nobi.
Pour plus de détails, voir Fiche technique et Distribution.
Feux dans la plaine (野火, Nobi, litt. brûlage) est un film de guerre japonais réalisé par Kon Ichikawa, sorti en 1959. Le scénario, de Natto Wada, est une adaptation du roman du même nom de Shōhei Ōoka publié en 1951. Il a reçu un accueil mitigé à sa sortie, autant par les critiques japonaises qu'internationales, mais est aujourd'hui mieux considéré.
Nobi raconte l'histoire de Tamura, soldat de l'Armée impériale japonaise atteint de tuberculose, dans sa course à rester en vie dès octobre 1944, lors de la bataille de Leyte, aux Philippines, ainsi que dans les mois qui s'ensuivirent.

## Synopsis
L'histoire se déroule pendant l'hiver 1944-1945 sur l'île de Leyte, aux Philippines, lorsque les forces alliées coupent l'Armée impériale japonaise de ses lignes de ravitaillement, la privant de ses renforts en hommes, matériel, nourriture, armes et munitions. Elle tente alors une retraite meurtrière vers le port de Palompon dans l'espoir d'être évacuée.
Alors que cet ordre de retraite n'a pas encore été donné, le soldat Tamura, atteint de tuberculose, reçoit l'ordre de son supérieur de se rendre à l'hôpital de campagne le plus proche pour se faire soigner ; si l'hôpital lui refuse l'hospitalité, il a l'ordre de se suicider. Sur le chemin, Tamura se perd en forêt et tombe sur un villageois qui lui offre de la nourriture. Alors que ce dernier prétexte d'aller chercher plus de nourriture, il va en fait prévenir d'autres personnes de la présence du soldat. Tamura, craignant pour sa vie, s'enfuit. Arrivé à l'hôpital, on lui en interdit l'accès, au motif que l'on n'accepte que les cas graves. Tamura, au lieu de se suicider, rejoint d'autres soldats qui errent dans la forêt en quête de nourriture. Cependant, un tir d'artillerie détruit l'hôpital et sépare Tamura du reste du groupe.
Voyageant désormais seul, Tamura découvre un village côtier désert où il trouve des dizaines de cadavres de soldats japonais entassés. Alors qu'il fouille le village en quête de nourriture, il aperçoit un couple de Philippins arrivant en barque sur la plage qui vient chercher du sel caché dans une hutte. Tamura les observe, puis entre dans la hutte après avoir fait du bruit et voit la femme qui se met à hurler. Tamura tente de la faire taire en faisant mine de déposer son arme sur le sol, mais voyant qu'il ne peut la calmer, il la met en joue et la tue. L'homme, apeuré par le coup de feu, court vers sa barque et parvient à s'enfuir. Après avoir rempli son sac de sel, Tamura poursuit son errance et rencontre trois autres soldats japonais. Ces derniers lui réservent un accueil glacial qui devient tout de suite plus chaleureux lorsqu'ils découvrent que Tamura transporte une grande quantité de sel. Le groupe prend alors la direction de Palompon, où ils sont censés être évacués.
En chemin, le groupe rejoint une centaine d'autres soldats également en fuite vers Palompon. Parmi eux se trouvent Nagamatsu et Yasuda, qui essaient de vendre des feuilles de tabac contre un peu de nourriture. Une nuit, le groupe tente de traverser une route, mais ils sont surpris par des tanks américains qui en massacrent un grand nombre, les survivants étants contraints de se cacher. Le lendemain matin, Tamura se retrouve à nouveau seul et envisage de se rendre à l'ennemi. Alors qu'il s'apprête à le faire auprès d'une jeep médicale, il est précédé de peu par un autre soldat décidé à se rendre : mais celui-ci est abattu par une guérillero philippine qui se trouvait dans la jeep. L'événement dissuade Tamura de tenter sa chance.
Il repart alors, sous-alimenté, harassé par la fatigue et la maladie ; il commence à avoir des délires. Il finit par trouver, dans la forêt, Nagamatsu et Yasuda qui se cachent dans un abri et qui prétendent survivre grâce à la « viande de singe ». Plus tard, alors que Nagamatsu part chasser le « singe », Tamura demande à Yasuda s'il connaît un endroit où l'on pourrait trouver de la nourriture. Au fil de la discussion, Tamura confesse qu'il lui reste encore une grenade, ce qui intrigue Yasuda : demandant à la voir, il en profite pour la lui prendre des mains. Ne parvenant pas à récupérer sa grenade, Tamura part chercher Nagamatsu, lequel lui tire dessus. Tamura comprend alors ce qu'est véritablement la « viande de singe ». Nagamatsu dit alors à Tamura que s'ils ne faisaient pas ça, ils seraient déjà morts. Les deux soldats décident de rentrer à l'abri. Mais Nagamatsu, apprenant que Yasuda a volé la grenade de Tamura, prétend qu'il faut en conséquence tuer Yasuda. Lorsqu'ils arrivent à l'abri, Yasuda tente en effet de les tuer avec la grenade. Nagamatsu et Tamura partent se cacher. Yasuda, ne trouvant pas leurs corps, entreprend de les rechercher. Nagamatsu parvient à le tuer et commence à le dépecer. Tamura, écœuré par la scène, abat Nagamatsu et reprend son errance.
De plus en plus victime de délires, il finit par apercevoir un groupe de paysans philippins en train de brûler un champ afin de le fertiliser. Il se dirige vers eux, mais les paysans font feu dans sa direction. Tamura s'effondre, alors que les paysans continuent à lui tirer dessus.

## Fiche technique
- Titre français : Feux dans la plaine
- Titre original : 野火 (Nobi?)
- Réalisation : Kon Ichikawa
- Scénario : Natto Wada d'après le roman Nobi de Shōhei Ōoka
- Production : Hiroaki Fujii et Masaichi Nagata
- Musique : Yasushi Akutagawa
- Photographie : Setsuo Kobayashi et Setsuo Shibata
- Montage : Tatsuji Nakashizu
- Décors : Atsuji Shibata
- Société de production : Daiei
- Pays d'origine :  Japon
- Langue originale : japonais
- Format : noir et blanc - 2,35:1 - 35 mm - son mono
- Genre : film de guerre - drame
- Durée : 105 minutes[2] (métrage : 8 bobines - 2 858 m[2])
- Date de sortie :
  - Japon : 3 novembre 1959[2]

## Distribution
- Eiji Funakoshi : Tamura
- Osamu Takizawa : Yasuda
- Mickey Curtis : Nagamatsu
- Mantarō Ushio : sergent
- Kyu Sazanaka : médecin
- Yoshihiro Hamaguchi : officier
- Asao Sano : soldat
- Masaya Tsukida : soldat
- Hikaru Hoshi : soldat

## Production
Dans une interview, Kon Ichikawa confie avoir été particulièrement touché par les bombardements atomiques de Hiroshima et Nagasaki, ce qui lui a donné la volonté de faire un film dénonçant les horreurs de la guerre. La production de Nobi connut quelques difficultés à cause du studio Daiei, qui pensait initialement que cela devait être un film d'action. Ichikawa voulait que le film soit tourné en noir et blanc, ce que le studio refusa avant de céder après un mois de négociation. Ichikawa exigea également auprès du studio que l'acteur Eiji Funakoshi ait le rôle principal. Natto Wada, qui n'est autre que la femme de Kon Ichikawa, s'occupa du scénario qui reçut l'approbation de Shohei Ōoka, auteur du roman original dont le scénario est tiré.
Le film a été entièrement tourné au Japon, à Gotenba, Izu et Hakone[réf. nécessaire]. Les acteurs, sous contrôle médical constant, étaient sous-alimentés et il leur était interdit de se brosser les dents ou de se couper les cheveux, dans un souci de rendre le film plus réaliste. Cela ne fut pas sans problème, l'acteur principal, Eiji Funakoshi, s'étant même évanoui une fois en plein tournage.
Mickey Curtis déclara dans une interview n'avoir pas effectué pour ce film un bon travail d'acteur, Kon Ichikawa lui conseilla simplement d'agir naturellement. Ichikawa avait entendu que Curtis était de corpulence très fine, ce qui le convainquit de l'engager, les personnages étant tous sous-alimentés. Ichikawa donna des instructions très précises sur la manière dont chaque personnage devait réagir. Ichikawa ne voulut pas que le personnage principal (Tamura) soit un cannibale bien qu'il y soit contraint par les événements. Ichikawa demanda alors conseil à sa femme, Natto Wada, également scénariste du film, et ils choisirent d'ajouter au scénario que Tamura avait perdu toutes ses dents, l'empêchant ainsi de se nourrir de viande humaine.

## Thèmes

### Symbolisme
Donald Richie pense que Nobi est en contraste avec un des films précédents d'Ichikawa, La Harpe de Birmanie, qu'il considère comme « conciliant » alors qu'il considère Nobi comme « délibérément conflictuel ».
Alexander Jacoby pense que « La Harpe birmane et Nobi ont deux approches différentes : l'une sentimentale, l'autre viscérale, à la manière des derniers films américains sur la guerre du Vietnam. » (« The Burmese Harp and Fires on the Plain differ in approach – the one sentimental, the other visceral, rather in the manner of the American Vietnam movie of later years. »). Il écrit également que, comme Tamura, la plupart des personnages d'Ichikawa sont des solitaires.
Ichikawa a été décrit comme un entomologiste cinématographique parce qu'il « étudie, dissèque et manipule » ses personnages. Max Tessier décrit Nobi comme le point d'orgue cette tendance chez le travail d'Ichikawa, ainsi qu'« un des films les plus noirs jamais conçu ». Tessier trouve que même si le film critique la perte d'humanité chez l'homme à cause de la guerre, le film reste humaniste. James Quandt qualifie Ichikawa de matérialiste, remarquant qu'il symbolise des idées abstraites par de simples objets. Dans Nobi par exemple, la vie et la mort sont portées par Tamura au travers de son sac de sel et de sa grenade.

### Christianisme
Audie Bock remarque que la fin du film et du roman diffère : dans le roman, le narrateur revient au Japon et adopte des idées chrétiennes alors que dans le film, il se fait tirer dessus par des paysans philippins. Lors de la première projection du film à Londres, les critiques reprochèrent au réalisateur ce changement. Dans le roman, le héros séjourne à l'hôpital et médite sur ce qu'il a vécu, aboutissant à la foi dans l'homme et à la possibilité de progrès. Cependant, Ichikawa rejette cette « foi ». Tamura a foi dans l'homme lorsqu'il marche vers les villageois mais ces derniers lui tirent dessus. Par cela, on veut montrer que le désir de purification de Tamura est impossible, parce que le monde et l'homme ne le sont pas.
Interrogé à propos de la fin du film, où Tamura semble davantage mourir que survivre, Ichikawa répond : « Je l'ai laissé mourir... Je pensais qu'il devait reposer en paix dans le monde de la mort. La mort est son salut ». De plus, le personnage principal n'a pas le même point de vue chrétien que dans le roman. Ichikawa explique que « Il semble guère plausible de montrer un soldat japonais dire 'Amen'. »

### Dégradation
Certains commentateurs ont vu dans Nobi l'expression des thèmes de la dégradation et de la brutalité. Ichikawa dit que les actions des personnages, comme le cannibalisme, sont des actes si immoraux que si Tamura les faisait, il aurait franchi une limite dont il ne pourrait jamais revenir. Ichikawa dit que Nobi montre « les limites où l'existence moral est possible ». D'autres, comme Chuck Stephens, notent qu' Ichikawa marie occasionnellement humour noir et dégradation, par exemple lors d'une scène où un soldat échange ses bottes contre une paire en meilleur état qu'il a trouvée, puis un autre soldat arrive peu après, fait de même, et ainsi de suite.
L'humour noir utilisé par Ichikawa a été largement commenté par les observateurs, arguants qu'Eiji Funakoshi est avant tout un acteur comique. Le commentateur japonais Tadao Sato déclare que Funakoshi ne joue pas dans le style typique des films anti-guerre japonais produits après la Seconde guerre mondiale. Il n'a pas l'expression du visage typique du souffrant terrassé par la fatigue mais plutôt un air hagard et donne l'impression d'être complètement ivre. Sato dit que c'est cela qui caractérise l'humour noir du film. Quandt pense que c'est la femme d'Ichikawa, Natto Wada, au scénario qui a contribué à cet esprit sardonique. Audie Bock dit que cet humour noir, au lieu d'atténuer la noirceur du film, ne fait que le rendre plus sombre encore.

## Accueil
Lors de la sortie du film aux États-Unis, de nombreux critiques ont accueilli le film froidement, le qualifiant de film anti-guerre gratuitement austère. En 1963, le critique de film Bosley Crowther, du New York Times, commente le film « Je n'ai jamais vu un film aussi macabre et physiquement répulsif que Nobi » ainsi que « C'est constamment putride et rempli de dégradation et de mort... au point que je doute que l'on puisse regarder ce film sans être un peu malade... ». Il note cependant « c'est un hommage à son créateur, car cela m'est parfaitement évident que Kon Ichikawa, le directeur, l'a destiné pour être une contemplation brutalement réaliste d'un aspect de guerre. » Il indique « ...avec toutes ces horreurs, il y a aussi quelques morceaux de poésie ».
En 1961, le magazine Variety écrit que le caractère sombre et morose du film le rend peu accessible au public, ajoutant que « [le film] va beaucoup plus loin que les autres films de guerre à succès en détaillant une humanité en crise ». La critique du Variety est bien plus positive que celle du New York Times, appelant le film « l'un des films les plus dur et des plus pacifique sur la guerre [...], un film direct. »
Dave Kehr du Chicago Reader écrit que « Aucun autre film traitant des horreurs de la guerre n'est allé aussi loin ». John Monogahn du Detroit Free Press compare Nobi au film de Clint Eastwood Lettres d'Iwo Jima. Le film ne fait cependant pas l'unanimité, beaucoup de critiques japonais n'aimant guère les films d'Ichikawa.

## Distinctions
Sauf indication contraire, les informations mentionnées dans cette section peuvent être confirmées par la base de données cinématographiques IMDb,  présente dans la section « Liens externes ».

### Récompenses
- 1960 : Blue Ribbon Awards du meilleur réalisateur pour Kon Ichikawa et de la meilleure photographie pour Setsuo Kobayashi[24]
- 1960 : prix Kinema Junpō du meilleur acteur pour Eiji Funakoshi et du meilleur scénario pour Natto Wada[25]
- 1960 : prix Mainichi du meilleur acteur pour Eiji Funakoshi[26]
- 1961 : Léopard d'or au festival international du film de Locarno[27]